# Francisco Álvarez Martínez
Francisco Álvarez Martínez, španski rimskokatoliški duhovnik, škof in kardinal, * 14. julij 1925, Santa Eulalia de Ferroñes Llanera, Španija, † 5. januar 2022, Madrid.

## Življenjepis
11. junija 1950 je prejel duhovniško posvečenje.
13. aprila 1973 je bil imenovan za škofa Tarazone in 3. junija istega leta je prejel škofovsko posvečenje.
20. decembra 1976 je postal škof Calahorra y La Calzada-Logroña, 12. maja 1989 škof Orihuela-Alicanta in 23. junija 1995 nadškof Toleda.
21. februarja 2001 je bil povzdignjen v kardinala in imenovan za kardinal-duhovnika S. Maria "Regina Pacis" a Monte Verde.
24. oktobra 2002 se je upokojil.